# Wiljutschinsk
Wiljutschinsk (russisch Вилючинск) ist eine geschlossene Stadt (SATO) in der russischen Region Kamtschatka mit 22.905 Einwohnern (Stand 14. Oktober 2010).

## Geographie
Wiljutschinsk liegt im Fernen Osten Russlands auf der Halbinsel Kamtschatka, rund 20 km von der Oblasthauptstadt Petropawlowsk-Kamtschatski entfernt, auf der gegenüberliegenden Seite der Awatscha-Bucht. Eine weitere nahe gelegene Stadt ist Jelisowo, 27 km nördlich von Wiljutschinsk entfernt. Wiljutschinsk bildet einen gleichnamigen Stadtkreis.

## Geschichte
Die Stadt wurde am 16. Oktober 1968 aus drei vormaligen Siedlungen gebildet, die als Stützpunkte der sowjetischen Marine und als Standort einer U-Boot-Werft dienten.
Zu Sowjetzeiten wechselte der Ort mehrfach seinen Namen: Zunächst hieß er Sowetski (Советский), von 1970 bis 1994 dann Petropawlowsk-Kamtschatski-50 (Петропавловск-Камчатский-50). Als geschlossener Ort war er lange Zeit nicht auf sowjetischen Landkarten verzeichnet. Der heutige Name Wiljutschinsk wurde der Stadt in Anlehnung an den nahe gelegenen Vulkan Wiljutschinskaja Sopka (auch Wiljutschinski) gegeben.

### Bevölkerungsentwicklung
| Jahr | Einwohner |
| ---- | --------- |
| 2002 | 24.166    |
| 2010 | 22.905    |

Anmerkung: Volkszählungsdaten

## Wirtschaft und Infrastruktur
Haupterwerbszweig der Stadt ist neben dem Bau von U-Booten der Fang und die Verarbeitung von Fisch. In dem Vorort Rybatschi, einer der drei Siedlungen, aus denen die Stadt gebildet wurde, befindet sich eine U-Boot-Basis, wo ein Geschwader russischer Atom-U-Boote der Akula-Klasse, Oscar II-Klasse und Projekt 667BDR stationiert ist. Diese Basis besteht seit 1938.
Nach der vom Generalstab 2003 angekündigten Schließung des Stützpunkts in Wiljutschinsk wegen fehlender Finanzierung wurde allerdings doch deren Weitererhalt beschlossen. Das Stabsgebäude, der Seemannsklub und das Offiziershaus sind renoviert worden. Zudem sind eine neue Sporthalle mit Aquapark, ein Schwimmbad, zwei Trainingshallen, ein Café und eine Bowlingbahn errichtet worden. Neubauten sind u. a. eine Schule und ein Krankenhaus. Außerdem ist die Küsteninfrastruktur des Stützpunktes 2006 fast komplett mit neuen Anlegestellen und Überwachungssystemen wiederaufgebaut worden. Für die Militärangehörigen entstehen einige Neubau-Siedlungen.
Die öffentliche Infrastruktur von Wiljutschinsk besteht außerdem aus vier allgemeinbildenden und zwei Musikschulen, einem Berufskolleg und fünf Kindergärten. In den 1990er-Jahren wurden in der Stadt erstmals zwei russisch-orthodoxe Kirchen erbaut.